# Panodorus thành Alexandria
Panodorus thành Alexandria (tiếng Hy Lạp cổ: Πανόδωρος, Panodoros; ? – ?) là một tu sĩ, sử gia và nhà văn Đông La Mã gốc Ai Cập, sống vào khoảng thế kỷ 5.
Ông trải qua phần lớn đời mình tại Alexandria dưới triều đại của hoàng đế Arcadius và cùng thời với Tổng giám mục Theophilos. Panodorus có soạn một bộ biên niên sử mô tả về lịch sử thế giới tính từ thời Adam và Eva. Tác phẩm của ông chủ yếu dựa vào nguồn tư liệu phong phú trong các quyển biên niên sử của Sextus Julius Africanus và Eusebius thành Caesarea. Đối với giới học giả, ông được coi là một chuyên gia về các vấn đề trong lịch sử Ai Cập, và tác phẩm của ông dù đã thất truyền từ lâu, lại trở thành nền tảng cho Georgios Synkellos viết tiếp quyển sử giáo hội của mình vào thế kỷ 8.
Ngoài ra, Panodorus còn là người đã đề ra phương pháp mới dùng để tính toán về độ tuổi của thế giới, kể từ thời Adam (trong tiếng Hy Lạp "από κτίσεως κόσμου", "apo ktiseos kosmou" hay "έτος κόσμου", "aetos kosmou", nghĩa là 'kể từ lúc sáng tạo thế giới' hoặc "Anno Mundi") cho đến năm 412 SCN sau cái chết của Thượng phụ Theophilos thành Alexandria, tổng cộng có 5.904 năm. Thời đại này thường được đặt tên là Antiochia, đôi lúc gọi là kỷ nguyên Alexandria. Năm mới của niên lịch được chuyển thành ngày 1 tháng 9, trong trường hợp này là tám tháng cuối năm 5493 là tám tháng cũ của năm theo niên đại của chúng ta. Điều quan trọng nữa là Kỷ nguyên Thế giới Đông La Mã, đã từ lâu đóng vai trò là cách tính toán chuẩn ở Đế quốc Đông La Mã, tại nước Nga, trong số những người Albania, người Serbia và người Hy Lạp hiện nay. Nó đếm mười sáu năm vượt qua kỷ nguyên Antiochia, dù bắt đầu tương tự như năm mới vào ngày 1 tháng 9; năm 5509 được bắt đầu vào ngày 1 tháng 9 năm trước khi Chúa Kitô ra đời. Niên đại này vẫn còn được sử dụng tại nước Nga mãi cho đến năm 1700; dù không ai biết rõ nguồn gốc của nó từ đâu ra. Mãi đến thế kỷ 10, hệ thống niên đại này (bắt đầu cố định vào năm 5509 TCN) mới trở thành bộ lịch tiêu chuẩn trong Đế quốc Đông La Mã và tại các quốc gia Chính Thống giáo ở Đông Âu. Hệ thống Anno Mundi như thế này trở nên khá phổ biến thì lại nảy sinh một vấn đề lớn: cơn sốt rét cuối cùng của thế giới do Ngày Thứ Bảy gây ra ngang với sự kết thúc thời kỳ 6000 năm và tương ứng với niên đại 500 năm sau năm Chúa Kitô sinh ra. Vì vậy, trải qua nhiều thế hệ thiên niên kỷ, nhấn mạnh đến các trào lưu tôn giáo xuất hiện từ thời gian đó. Năm 1492, Sir Thomas Browne cũng ủng hộ về niềm tin rằng thế giới đã được tạo ra vào năm 5509 TCN và sắp xếp theo một khung thời gian là 7.000 năm.